# NGC 3808
NGC 3808 é uma galáxia espiral barrada (SBc/P) localizada na direcção da constelação de Leo. Possui uma declinação de +22° 25' 47" e uma ascensão recta de 11 horas, 40 minutos e 44,0 segundos.
A galáxia NGC 3808 foi descoberta em 10 de Abril de 1785 por William Herschel.